# 13808 Davewilliams
13808 Davewilliams eller 1998 XG24 är en asteroid i huvudbältet som upptäcktes den 11 december 1998 av Spacewatch vid Kitt Peak-observatoriet. Den är uppkallad efter den kanadensiske astronauten Dafydd Rhys Williams.
Asteroiden har en diameter på ungefär 23 kilometer och den tillhör asteroidgruppen Ursula.